# Paralamyctes halli
Paralamyctes halli är en mångfotingart som först beskrevs av Gilbert Edward Archey 1917.  Paralamyctes halli ingår i släktet Paralamyctes och familjen fåögonkrypare. Inga underarter finns listade i Catalogue of Life.